# Liste der Monuments historiques in Saint-Ouen-sur-Seine
Die Liste der Monuments historiques in Saint-Ouen-sur-Seine führt die Monuments historiques in der französischen Gemeinde Saint-Ouen-sur-Seine auf.

## Liste der Bauwerke
| Bezeichnung | Beschreibung | Standort                       | Kennzeichnung | Schutzstatus   | Datum          | Bild           |
| ----------- | ------------ | ------------------------------ | ------------- | -------------- | -------------- | -------------- |
| Schloss     |              | 12, rue Albert-Dhalenne (Lage) | PA00079960    | Inscrit Classé | 1961 1965 2019 | weitere Bilder |
| Kirche      |              | 4, rue du Planty (Lage)        | PA00079961    | Inscrit        | 1933           | weitere Bilder |

## Liste der Objekte
- Monuments historiques (Objekte) in Saint-Ouen-sur-Seine in der Base Palissy des französischen Kultusministeriums